# Charles Thom
Charles Thom (ur. 11 listopada 1872 w Minonk, zm. 24 maja 1956 w Port Jefferson) – amerykański mykolog i mikrobiolog.

## Życiorys i praca naukowa
Urodził się w stanie Illinois jako piąty z sześciu synów szkocko-irlandzkiej rodziny rolników. Jego ojciec był starszym w kościele prezbiteriańskim. Thom wychowany został religijnie i przez całe życie podtrzymywał wartości prezbiteriańskie, był aktywny w sprawach kościelnych i stał się zagorzałym prohibicjonistą. Nauczył się też pracy na polu, a ojciec zaszczepił mu wartość silnej etyki pracy. Cechy te przydały mu się w jego późniejszej karierze.
Po ukończeniu szkoły średniej Thom uczęszczał do Lake Forest Academy. W 1895 r. uzyskał licencjat w Lake Forest College. Przez następny rok pracował jako nauczyciel przedmiotów ścisłych w szkole średniej w Danville, po czym wrócił do Lake Forest College, gdzie w 1897 roku uzyskał tytuł magistra. W 1899 r. uzyskał doktorat na Uniwersytecie Missouri broniąc pracy doktorskiej o nawożeniu paproci Aspidium i Adiantum. Był to pierwszy doktorat przyznany przez tę instytucję. W 1906 r. poślubił Ethel Winifred Slater i miał z nią troje dzieci (jedno zmarło podczas porodu). W 1944 ożenił się ponownie z Charlotte J. Bayles, z którą mieszkał do jej śmierci.
W 1904 r. przyjął stanowisko mykologa mleczarskiego w Stacji Doświadczalnej Storrs Agricultural w Connecticut. Pracował tu aż do przejścia na emeryturę w 1942 roku. Badał proces dojrzewania sera i starał się zrozumieć skład flory grzybów niezbędnej do nadania serom określonego smaku. Dzięki tej pracy wyizolował i zidentyfikował grzyby Penicillium camemberti i Penicillium roqueforti.
W 1914 roku Thom został szefem Laboratorium Mikrobiologicznego w Biurze Chemii USDA. Zajmował się tu problemami sposobami przetwarzania żywności i egzekwowaniem Ustawy o czystej żywności i lekach. Znany ze swojego zaangażowania w utrzymywanie wysokich standardów w przemyśle spożywczym, lubił wypowiadać się w sprawach sądowych „w obronie praktyk sanitarnych przy obchodzeniu się i przetwarzaniu łatwo psującej się żywności”. W latach 1916–1917 razem z Jamesem N. Currie opracował proces masowej produkcji kwasu cytrynowego przy użyciu grzybów Aspergillus. Thom stał się światowym autorytetem w zakresie rodzajów Aspergillus i Penicillium. Większość opisanych przez niego taksonów jest nadal aktualna. Był też pionierem techniki wykorzystywania określonych, powtarzalnych podłoży hodowlanych do hodowli mikroorganizmów.
Thom odegrał ważną rolę w opracowaniu metody wytwarzania penicyliny podczas II wojny światowej. Współpracując z Haroldem Rastrickiem prawidłowo zidentyfikował wytwarzający ją organizm jako Penicillium notatum i opracował metodę wydajniejszej jej produkcji w Laboratorium Badawczym Północnego Regionu Departamentu Rolnictwa w Peoria w stanie Illinois. Stała się ona tanią metodą wytwarzania tego antybiotyku
Thom został mianowany głównym mykologiem Zakładu Mikrobiologii Gleb dla nowo utworzonego Biura Chemii i Gleb. W ciągu kilku lat stał się znany jako autorytet w dziedzinie mikrobiologii gleby i często był zapraszany do wygłaszania referatów na krajowych i międzynarodowych spotkaniach. Kierował grupą badawczą odpowiedzialną za postępy, które umożliwiły zwalczanie zgnilizny korzeni bawełny, która w tamtym czasie była głównym problemem w południowo-zachodnich Stanach Zjednoczonych. We współpracy z jego protegowanym Kennethem Raperem w 1940 r. opublikowali Podręcznik o penicylinie. Po przejściu na emeryturę pozostał aktywny jako konsultant i gościnnie wygłaszał referaty.
Przy nazwach naukowych utworzonych przez niego taksonów standardowo dodawane jest jego nazwisko Thom (zobacz: lista skrótów nazwisk botaników i mykologów).